# タイムリーふくい
『タイムリーふくい』（Timely Fukui）は、1994年10月2日より福井テレビで放送されている報道番組である。当初の番組名は『ザ・タイムリーふくい』だったが、その後、何度か番組名が変わり、2014年4月に「タイムリーふくい」となり、現在に至っている（後述）。

## 概要
1978年4月22日から1994年9月25日まで同局で放送されていた『ふくい78』（開始当初、年号は西暦の下2桁により変動）を前身とする番組。毎回、福井県の政治・経済・社会・教育・文化などの中から討論テーマを選び、その分野に詳しい人物を複数招いて討論させている。
2017年4月の番組改編で、これまで放送していた土曜日から日曜日へ移動し、同時に放送時間も短縮された。これにより、討論形式よりもインタビューやドキュメンタリーを取り入れることで、報道性が強い番組構成となっている。
番組名は、開始当初『ザ・タイムリーふくい』としてスタート。2005年3月26日の放送分から、『座・タイムリーふくい』に変更。2014年3月22日まで放送されたのち、2014年4月12日からは『タイムリーふくい』に変更して放送されている。

## 放送時間
2017年4月2日以降
- 日曜日 8:30 - 9:00
  - 日曜日朝の報道番組『新報道2001』（後に『報道プライムサンデー』）の放送時間が短縮されたことに伴い、放送枠を移動。なお2019年4月以降、『日曜報道 THE PRIME』のネット受けは8:25までとなっている。

2017年3月まで
- 本放送：土曜 10:40 - 11:25 （2016年4月2日 - 2017年3月25日 ）
- 再放送：火曜（月曜深夜） ※放送時間は毎回変動

当初は『こちら海です』放送直後の日曜10:30枠で放送されていたが、後に日曜11:00枠での放送に変更。2004年には『こちら海です』の終了と『笑っていいとも!増刊号』（フジテレビ）の同時ネット開始に伴い、土曜10:00 - 10:55枠へ移動した。その後は土曜10:45 - 11:40枠（2008年4月5日 - 2009年9月26日） → 土曜10:30 - 11:25枠（2009年10月3日 - 2012年3月31日） → 土曜10:00 - 10:55枠（2012年4月7日 - 2016年3月26日）での放送を経て上記の時間枠に至る。
福井テレビは『土曜一番!花やしき』以来、この時間帯でフジテレビ土曜午前の情報番組シリーズを同時ネットしていたが、当番組放送に伴いネット受けを取り止めていた。その後2016年4月の『ライオンのグータッチ』（9:55 - 10:25）開始に伴い放送時間が繰り下げられ、2017年4月改編で現在の日曜朝8時半枠に移った。
年末年始特番やFNS27時間テレビ放送時は休止。また臨時の報道特番やFIFA女子ワールドカップなどのスポーツ中継が放送される時は休止となる場合がある。

## キャスター

### 現在
- 横山康浩（福井テレビ報道制作局報道部長[8]、2018年4月1日 - ）
  - 中学校の教師から中途採用で入社。入社後2年間福井新聞への出向を経験している[8]。プロデューサー兼務。
- 中道詩織（福井テレビアナウンサー、2021年4月4日 - ）

### 過去
男性
- 寺村紀昌[5]
- 土山弥一郎[9]
- 高橋昭一（2004年頃[10] - 2007年3月）
- 松枝隆一（2007年4月 - 2014年3月）

女性
- 安野由里子[5]
- 奥澤千絵[11]
- 岩崎良美[12]
- 原渕由布奈（2007年4月 - 2008年4月）
- 名越涼子（2008年4月 - 2009年9月）
- 圓山詩織（2009年10月 - 2011年3月）
- 副島優子（2011年4月 - 2013年3月）
- 谷川有希乃（2013年3月 - 2014年3月）
- 福田布貴子（2014年4月12日 - 2018年3月25日）
- 坪田真奈（2018年4月1日 - 2020年3月28日）